# گودورسولده
گودورسولده (به فرانسوی: Godewaersvelde) یک کمون در فرانسه با جمعیت ۱٬۸۹۳ نفر است که در نور-پا-دو-کاله واقع شده‌است.